# Charles Napoléon Bonaparte
Charles Napoléon Bonaparte, prins Napoleon, född 19 oktober 1950 i Boulogne-Billancourt; son till Louis Napoléon Bonaparte och grevinnan Alix de Foresta.
Han är biträdande borgmästare i Ajaccio på Korsika, Napoleon I:s födelseort. 
Han är nuvarande innehavare av ättens arvsanspråk.
Gift med 1) 1978-1989 prinsessan Béatrice av Båda Sicilierna
Barn:
1. Caroline, född 24 oktober 1980
2. Jean-Christophe, född 11 juli 1986

Gift med 2) 1996 Jeanne Françoise Valliccionni
Barn:
1. Sophie, född 18 april 1992
2. Anh, född 22 april 1998 (adoptivbarn från Vietnam)